# نیکولای کازلوف
نیکولای کازلوف (روسی: Николай Николаевич Козлов؛ زادهٔ ۲۱ july ۱۹۷۲ (۵۲ سال)) ورزشکار واترپلو اهل روسیه است.
وی همچنین برندهٔ جوایزی همچون نشان دوستی شده است.
وی در مسابقات کشوری و بین‌المللی در مجموع برندهٔ ۱ مدال طلا، ۱ مدال نقره، ۳ مدال برنز شده است.